# Аристагор
Аристагора (на старогръцки: Ἀρισταγόρας ὁ Μιλήσιος, Aristagoras † 497 пр.н.е.) е тиран на Милет в Мала Азия през края на 6 век пр.н.е. и началото на 5 век пр.н.е.

## Живот
Той е син на Молпагора и братовчед и зет на тирана Хистией от Милет и заема мястото му, когато Хистией е извикан в Суза от персийския цар Дарий I. В началото е верен васал на Персия. 
Той се старае, заедно с персийския военачалник Мегабат, да завладее отново остров Наксос, който е вдигнал бунт срещу Персия.  Четири месечната обсада на Наксос (499 пр.н.е.) обаче приключва с провал.
За да не бъде наказан от персийците, той обявява през 500 пр.н.е. Йонийското въстание и поход срещу персийската столица Суза.  Големите му планове обаче се провалят. Въстанието е потушено от персийския военачалник Харпаг и малоазиатските гръцки градове са завладени отново от персите.
Аристагор бяга с други колонисти в Тракия и пада убит там през 497 пр.н.е.в. при боеве срещу тракийското племе Едони близо до по-късния Амфиполис.
Един друг Аристагор е персийски тиран на Кима в Йония.